# Weather (álbum de Huey Lewis and the News)
Weather es el décimo álbum de estudio de la banda de rock estadounidense Huey Lewis and the News, lanzado el 14 de febrero de 2020 por New Hulex bajo licencia de BMG Rights Management.
El álbum consta de canciones grabadas antes de la pérdida auditiva de Lewis en 2018 por la enfermedad de Ménière. Se habían completado siete pistas antes de que el trabajo en el álbum se detuviera indefinidamente, y la banda finalmente decidió lanzar el disco tal cual.

## Desarrollo y lanzamiento
Huey Lewis and the News no había lanzado un álbum en casi diez años y no había grabado un álbum con material nuevo desde Plan B de 2001. Los planes para un nuevo álbum habían estado circulando desde 2012 cuando Lewis anunció una nueva canción que escribieron llamada "While We're Young". "Pero ahora necesitamos nueve más", explicó Lewis. Mientras estaba de gira a mediados de la década de 2010, la adición de una canción titulada "Her Love Is Killing Me" se incluyó en la lista de canciones de la banda. A finales de 2017, Huey Lewis and the News había grabado varias canciones para un nuevo álbum, y se anticipó que se lanzaría en algún momento de 2018.
Sin embargo, en enero de 2018, cuando Huey Lewis fue diagnosticado con la enfermedad de Ménière, la banda canceló todos los shows futuros y puso el álbum en espera. Un año después, se anunció que la banda había firmado con BMG para lanzar el nuevo álbum.
"Her Love Is Killin' Me" (originalmente titulada "Your Love Is Killing Me") fue lanzada como el primer sencillo en septiembre de 2019. En diciembre de 2019, "While We're Young" se puso a disposición para descargar y streaming junto con el anuncio del título del álbum y la fecha de lanzamiento del 14 de febrero de 2020.

## Listado de canciones
| Weather |                                  |                                         |          |  |
| N.º     | Título                           | Escritor(es)                            | Duración |  |
| 1.      | «While We're Young»              | Johnny Colla - Huey Lewis - John Pierce | 3:45     |  |
| 2.      | «Her Love Is Killin' Me»         | Colla - Chris Hayes - Lewis             | 3:41     |  |
| 3.      | «I Am There for You»             | Colla - Lewis                           | 4:13     |  |
| 4.      | «Hurry Back Baby»                | Bill Gibson - Lewis                     | 3:55     |  |
| 5.      | «Remind Me Why I Love You Again» | Colla - Gibson - Hayes - Lewis          | 3:20     |  |
| 6.      | «Pretty Girls Everywhere»        | Eugene Church - Thomas Williams         | 3:23     |  |
| 7.      | «One of the Boys»                | Colla - James Harrah - Lewis            | 3:48     |  |
| 26:01   |                                  |                                         |          |  |

## Posicionamiento en listas
| Lista (2020)                    | Máxima posición |
| ------------------------------- | --------------- |
| Alemania (Offizielle Top 100)   | 21              |
| Escocia (Scottish Albums Chart) | 40              |
| Suiza (Schweizer Hitparade)     | 13              |
| Estados Unidos (Billboard 200)  | 71              |

## Personal
| The News - Huey Lewis - voz principal, armónica - Johnnie Bamont - saxofón barítono - Stef Burns - guitarra, voz - Johnny Colla - guitarra, saxofón, secuenciador, voz - Bill Gibson - batería, voz - James Harrah - guitarra, voz - Sean Hopper - teclados, voz - Marvin McFadden - trompeta - John Pierce - bajo - Rab Chudduth - saxofón tenor | Músicos Adicionales - Jeffrey Babko - piano ("I Am There for You") - Chris Barnes - trompeta ("Remind Me Why I Love You Again") - Bryan Dyer - coros ("Hurry Back Baby") - Niko Ellison - coros ("I Am There for You", "Hurry Back Baby", "Remind Me Why I Love You Again", "Pretty Girls Everywhere") - John McFee - Steel guitar ("One of the Boys") - Karl Perazzo - percusión ("Remind Me Why I Love You Again") - Lorin Rowan - coros ("Pretty Girls Everywhere") - Ric Wilson - guitarra ("I Am There for You") |